# Belper
Belper är en stad och en civil parish i Amber Valley, Derbyshire, England. Orten har 20 548 invånare (2001).